# Tettigoniopsis forcipicercus
Tettigoniopsis forcipicercus is een rechtvleugelig insect uit de familie sabelsprinkhanen (Tettigoniidae). De wetenschappelijke naam van deze soort is voor het eerst geldig gepubliceerd in 1982 door Yamasaki.